# フローレンス・メーブリック

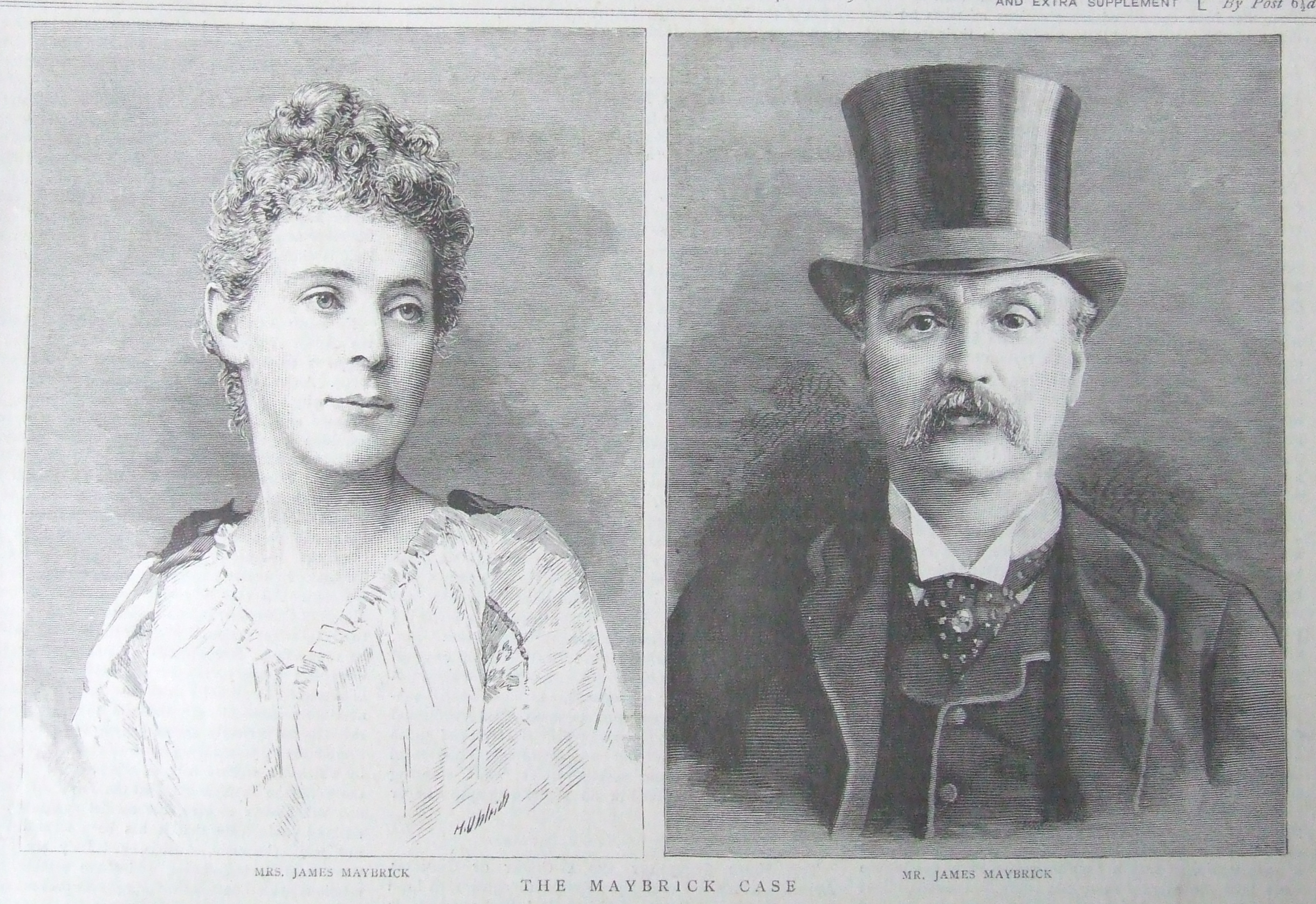
メーブリック夫妻　1889年

フローレンス・エリザベス・メーブリック（Florence Elizabeth Maybrick、1862年9月3日 - 1941年10月23日）は、夫であるジェームズ・メーブリック (James)を殺害したとして英国で有罪判決を受けたアメリカ合衆国の女性である。

## 前半生

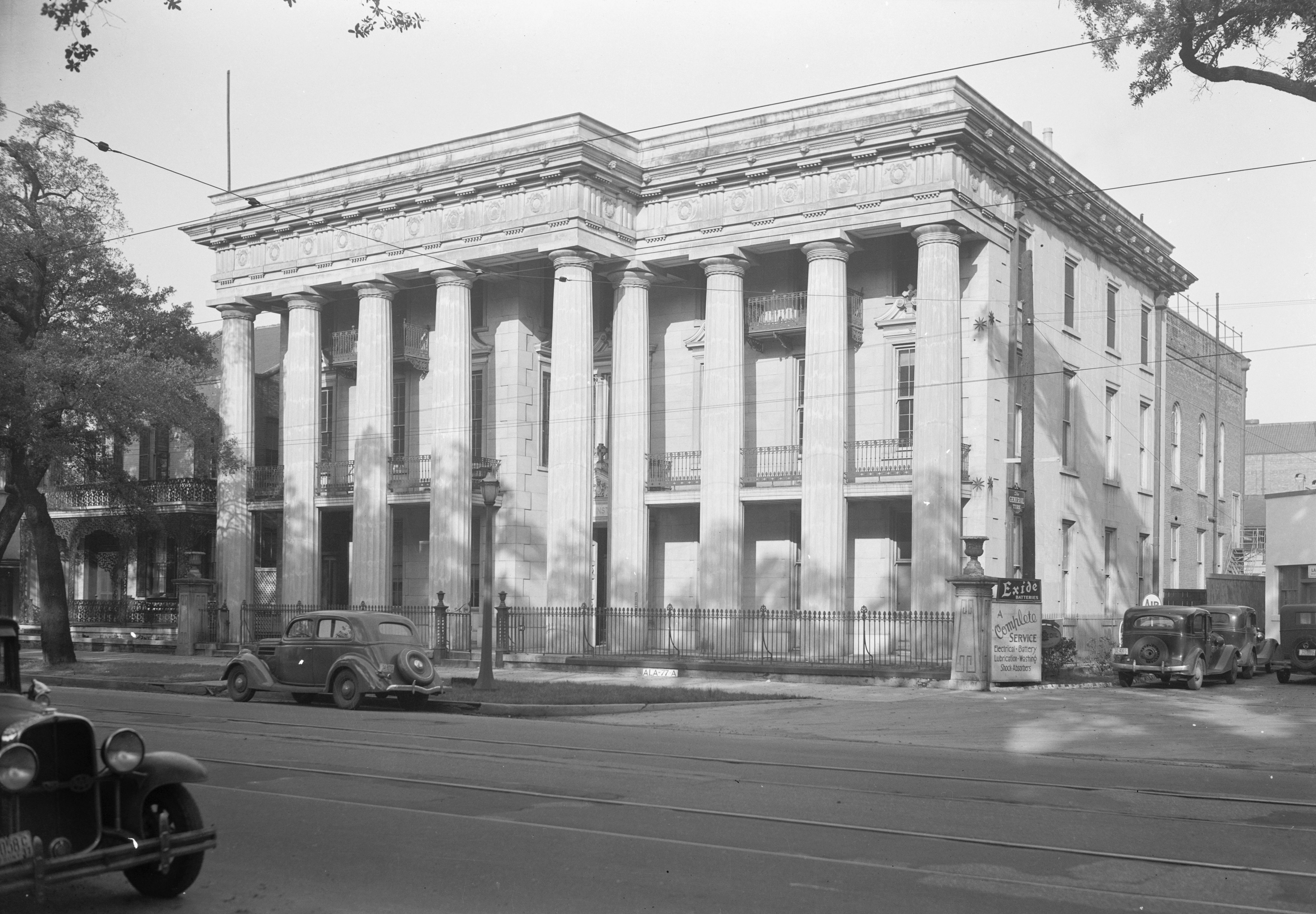
チャンドラー・マンション(The Chandler Mansion)　アラバマ、モービル(Mobile)　フローレンス・チャンドラーの生地

出生名フローレンス・エリザベス・チャンドラーとしてアラバマ州モービルに、ウィリアム・ジョージ・チャンドラーの娘として生まれた。父親はセント・ジョン・パワーズ・アンド・カンパニー (St. John Powers and Company)銀行の共同経営者であり、一時はモービルの市長も務めた。父親が亡くなったのち、母親のキャロライン・チャンドラー・デュ・バリー (Caroline Chandler Du Barry, 旧姓ホールブルック (Holbrook)) は、1872年にアドルフ・フォン・ロック男爵 (Adolph von Roques)と3回目の結婚をした。ロック男爵はドイツ帝国陸軍の第八甲騎兵連隊の騎兵隊士官であった。

## 結婚
1880年、単身、英国へ渡る航海の船上にて、フローレンスは綿花の仲買人ジェームズ・メーブリックと出逢った。他の乗客は、19歳の娘が1人で旅をし、23歳も年上のメーブリックと2人きりでいることに興味津々で、さまざまな思いを抱いた。1881年7月27日、2人はロンドンのピカデリーにある聖ジョージ教会 (St James's Church)で結婚し、リヴァプールの郊外エグバース　(Aigburth)にあるバトルクレス・ハウス(Battlecrease House)に落ち着いた。　
フローレンスはリヴァプールの社交界でかなりの存在感を示し、メーブリック夫妻は最も重要な舞踏会や行事の常連だった。2人は、まさに成功した幸せな夫婦そのものであった。しかし、その外面とは裏腹に、夫ジェームズは心気症持ちで、ヒ素など有毒な化学薬品を含む特許医薬品の常用者であった。また、多くの情婦を抱え、うち1人は5人の子を出産した。一方、徐々に結婚生活に不満を募らせるようになったフローレンスも密通を始めた。相手の1人は地元の実業家アルフレッド・ブライアリー (Alfred Brierley)で、そのことはジェームズの耳にも入った。2人が関係を持っているとの噂をジェームズが聞きつけてからは暴力が続き、ジェームズがフローレンスを激しく非難して離婚の意思を伝えた。 離婚は、双方の望むところにみえた。
1889年4月27日、ジェームズが倍量のストリキニーネを自己投与し、病気になった。医師らは急性消化不良の治療を施したが、容態は悪化していった。5月8日、フローレンスが不倫相手のブライアリー宛てに書いた手紙が、フローレンスをよく思っていない乳母のアリス・ヤップに盗み取られ、バトルクレス・ハウスに泊まっていたジェームズの兄弟エドウィンの手に渡った。エドウィン自身がフローレンスの情夫の1人であったとの噂が多かったが、彼は手紙の内容を兄弟のマイケル・メーブリックに打ち明けた。マイケルは、事実上メーブリック家の長で、やはりフローレンスを嫌っていた。マイケルの命令で、フローレンスは一家の女主人としての地位を剥奪され、監視された。「ミセス・メーブリックが5月9日に細工をするのを見た」と看護婦の1人が証言した。ヴァレンタイン・ミート・ジュースの瓶には、0.5グレーン（約32.4ミリグラム）のヒ素が含まれていたことが、後の調査で判明した。フローレンスの証言によれば、夫が強壮剤として飲ませてほしいと頼まれたという。ただ、ジェームズはその瓶の中身は服用しなかった。
ジェームズ・メーブリックは、1889年5月11日に自宅で死亡した。フローレンスは、回想録『Mrs. Maybrick's Own Story: My Fifteen Lost Years』の中で、亡くなった夫のベッドの傍らにひざまずき、
「（夫が）亡くなったことで、多くの思い出が流されました。離婚の手続きを止めて、子どもたちのために仲直りしてよかったと、思い返しました」
と書いている。

## 殺害の咎
ジェームズの兄弟らは死因を疑い、遺体を検死にかけた。遺体からはわずかなヒ素が検出されたが、致死量ではなかった。これがジェームズ自身の摂取によるものか、それとも第三者によって投与されたものかは解明されなかった。メーブリック家の使用人によれば、フローレンス・メーブリックは1889年4月に地元の薬局でヒ素入りのハエ取り紙を購入し、水を溜めた洗面器にこれを浸けていた。近くのホテルで行われた死因審問の後、フローレンス・メーブリックはジェームズの殺害のかどで公判に付され、リヴァプールのセント・ジョージズ・ホールにて、ジェームズ・スティーヴン裁判官から有罪および死刑判決を言い渡された。この判決について、新聞は、検察の証拠が不可解で冤罪事件だと報じ、犯してもいない罪でフローレンスが告発されたと信じる公衆が声を上げた。
抗議を受けて、ヘンリー・マシューズ内務大臣、および大法官ハルスベリー卿は、次のように結論づけた。「証拠はミセス・メーブリックが殺意をもって夫に毒を盛ったことを確証している。しかし、投与されたヒ素が実際に彼の死因であったかどうかについては合理的な疑いの根拠がある」。フローレンスは、訴えられもしていない犯罪に対する刑罰が、死刑から終身刑に減刑された。1890年代に、新たな証拠が彼女の支持者らによって公表されたが、上訴の可能性はなく、首席裁判官ラッセル卿の努力にもかかわらず、内務省が彼女を釈放する方向に動くことはなかった。
事件は、ちょっとした「有名な訴訟」として大西洋の両側で多くの新聞報道がなされた。ヒ素は当時、一部の男性らが強精剤兼強壮剤と見なしており、ジェームズ・メーブリックはヒ素を定期的に摂取していた。地元のある薬屋が、長期間にわたってジェームズにヒ素を供給していたことを証言した。また、バトルクレス・ハウスの捜索で発見されたヒ素は、少なくとも50人を殺害できる程の量であると判った。フローレンスの結婚生活は完全に冷え切っていたものの、彼女には夫を殺害する動機はほとんどなかった。なぜなら、ジェームズが遺言状でフローレンスと子どもらに遺した経済的な備えはわずかばかりで、たとえ夫と法定別居（別居の一形態）することになったとしても、夫が生きていた方が、まだ恵まれていたかもしれないからである。多くの人の意見は「フローレンスは夫に毒を盛ったが、その理由は夫がフローレンスとの離婚を決意したからであって、それがもし現実となれば、ヴィクトリア朝社会においては、彼女の破滅を意味するからであろう」というものであった。一方、離婚後に我が子らの監護権を失うことに対する恐れの方が、犯行に及んだ動機として強かったのではないかとする見方もある。

## 釈放
フローレンス・メーブリックは、2か所の監獄で14年以上を過ごした後、1904年1月に釈放された。釈放後まもなく、自身の経験を1冊の書物『Mrs. Maybrick's Own Story: My Fifteen Lost Years』に書き記した。この本のわずかばかりの版はリヴァプール市内の複数の図書館に納められている。なお、本文はオンラインで読むことができる。
アメリカの市民権は、英国人の夫と結婚した時点で失っていたが、アメリカへ帰国の後に回復した。当初、彼女は刑務所の改革について語る巡回講演を行い、無実を主張しながら生計を立てた。後年、コネチカット州に移り、フローレンス・エリザベス・チャンドラーと、旧姓を名乗った。数か月を家政婦として過ごしたが、不首尾となったのち隠者となり、コネチカット州ニュー・ミルフォードにあるゲーラーズヴィル村のみすぼらしい3室の小屋で猫たちのみを相手に暮らした。フローレンスの正体に気付いた近隣住人がわずかにいたが、同情的な彼らはフローレンスの秘密を他に明かさなかった。
1941年10月23日、彼女は自宅で独り一文無しで亡くなり、翌日のニューヨーク・タイムズ紙一面に訃報が掲載された。フローレンスの希望により、遺体はサウス・ケント学校 (South Kent School)の敷地内にある友人クララ・デュロン (Clara Dulon)の墓の隣に埋葬された。
フローレンスの遺品のなかには、彼女の生前について書かれた新聞記事のスクラップ集と、ぼろぼろになった家庭用聖書があった。釈放後、自分の子供たちに二度と会うことはなかった。彼らは、メーブリック一家の医師によって育て上げられた。息子は、鉱山技師になり、1911年に中毒事故で死亡したが、これは彼がシアン化物溶液をグラス1杯の水と取り違えた為であった。

## 本事件に関するノンフィクションの書籍とパンフレット
- Boswell, Charles, and Lewis Thompson. The Girl with the Scarlet Brand (1954).
- Christie, Trevor L. Etched in Arsenic (1968).
- Colquhoun, Kate. Did She Kill Him?: A Victorian Tale of Deception, Adultery and Arsenic (2014).
- Daisy Bank Print. and Pub. Co. Full Account of the Life & Trial of Mrs. Maybrick: Interesting Details of her Earlier Life (ca. 1901).
- Densmore, Helen. The Maybrick Case (1892).
- Irving, Henry B. Trial of Mrs. Maybrick (Notable English Trials series, 1912).
  - 梅田 昌志郎 訳 『疑惑―ミセス・メイブリック事件』 (旺文社文庫 646-3、1981年1月)（証言、論告など裁判の全記録を全訳）
- Irving, Henry B. "Mrs. Maybrick", in James H. Hodge (ed.), Famous Trials III (Penguin, 1950) pp. 97–134
- J.L.F. The Maybrick Case: A Treatise Showing Conclusive Reasons for the Continued Public Dissent from the Verdict and "Decision." (1891).
- L.E.X. Is Mrs. Maybrick guilty?: A Defence Shewing that the Verdict of Guilty is not Founded on Fact, and is Inconsistent with the Presence of a Strong Element of Doubt; with Reasons for Mrs. Maybrick's Release (1889).
- Levy, J. H. The Necessity for Criminal Appeal: As Illustrated by the Maybrick Case and the Jurisprudence of Various Countries (1899).
- MacDougall, Alexander. The Maybrick Case (1891 and 1896).
- Mason, Eleanor. Florie Chandler: or, The Secret to the Maybrick Poisoning Case (1890).
- Maybrick, Florence E. Mrs. Maybrick's Own Story: My Fifteen Lost Years (1904).
- Morland, Nigel. This Friendless Lady (1957).
- Ryan Jr., Bernard. The Poisoned Life of Mrs. Maybrick (1977).
- Tidy, Charles Meymott and Rawdon Macnamara. The Maybrick Trial: A Toxicological Study (1890).

## 本事件に関する他の諸作品
メーブリック事件は、1952年にラジオ・シリーズ『The Black Museum』で"Meat Juice"というタイトルでドラマ化された。
BBCラジオ・シリーズ『John Mortimer Presents Sensational British Trials』は、メーブリック事件に関するエピソードを「"The Case of the Liverpool Poisoner"」というタイトルで特集した。

## 本事件をモデルとしたフィクション
- Ackroyd, Peter. Dan Leno and the Limehouse Golem (1994).邦題『切り裂き魔ゴーレム』
- Berkeley, Anthony. The Wychford Poisoning Case (1926).邦題『ウィッチフォード毒殺事件』
- Fessenden, Laura Dayton. Bonnie Mackirby (1898).
- Lowndes, Mrs. Belloc. Letty Lynton (1931).
- Lowndes, Mrs. Belloc. Story of Ivy (1928).
- Purdy, Brandy. The Ripper's Wife (2014).
- Sayers, Dorothy L. Strong Poison (1930).邦題『毒を食らわば』
- Shearing, Joseph. Airing in a Closed Carriage (1943).

## 参照
1. ↑  Maybrick, Florence E. Mrs Maybrick's Own Story: My Lost Fifteen Years Funk and Wagnalls Company (1904)
2. 1 2 3 4  Birch, Dinah (2014年2月25日). “Did She Kill Him? review – a Victorian scandal of sex and poisoning”. The Guardian 2014年2月28日閲覧。
3. 1 2 3  Ryan Jr., Bernard. The Poisoned Life of Mrs. Maybrick (1977)
4. ↑  “Valentine's Meat-Juice”. 2023年2月7日閲覧。
5. 1 2  MacDougall, Alexander William (1891) (英語). The Maybrick Case: A Treatise ... on the Facts of the Case, and of the Proceedings in Connection with the Charge, Trial, Conviction, and Present Imprisonment of Florence Elizabeth Maybrick. Baillière, Tindall and Cox
6. 1 2  Davenport-Hines, Richard. "Maybrick , Florence Elizabeth (1862–1941)", Oxford Dictionary of National Biography, Oxford University Press, 2004
7. ↑  Buckle, G. E. (ed.) The Letters of Queen Victoria  3rd ser. (1930–32), vol. 1, p. 527